# Fran Drescher
Francine Joy «Fran» Drescher (Queens, Nova York, 30 de setembre de 1957) és una actriu, comediant, guionista, productora, directora i activista estatunidenca. Es va fer mundialment famosa per haver fet el paper de la mainadera Fran Fine en la comèdia de situació The Nanny, que es va transmetre originalment entre 1993 i 1999 per la cadena CBS, a més de la seva veu nasal i el seu marcat accent de Queens. El 2000 se li va diagnosticar càncer d'úter, per la qual cosa es va mantenir relativament allunyada de la interpretació fins que el 2005 va tornar a la televisió amb una nova sèrie, Living with Fran. Nominada a diversos premis Emmy, el 2010 va ser la presentadora del programa The Fran Drescher Show i des de 2011 és protagonista de la comèdia Happily Divorced.

## Biografia
Francine Joy Drescher -coneguda posteriorment com a Fran Drescher- va néixer a Queens, Nova York, el 1957. Els seus pares són Sylvia Drescher, venedora, i Morty Drescher, analista de sistemes. Té arrels italianes i romaneses-jueves.
El 1973, Drescher va guanyar un concurs de bellesa, on se li va atorgar el títol de «Miss New York Teenager». Es va graduar en el Hillcrest High School a Jamaica, Queens, el 1975. Poc després es va inscriure en una escola de cosmètica i perruqueria. Quan va obtenir la seva llicència, va obrir el seu propi saló de bellesa. Finalment, Drescher es va traslladar al costat del seu promès Peter Marc Jacobson (a qui va conèixer en el Hillcrest High School) a la ciutat de Los Angeles, Califòrnia el 1976 per seguir els seus somnis d'una carrera com a actriu.

## Carrera

### Començaments professionals
Després d'instal·lar-se a Los Angeles, Drescher va començar a fer audicions per a pel·lícules i sèries de televisió. Eventualment va aconseguir un petit paper en el film Febre del dissabte nit (1977), el seu debut cinematogràfic; allà va interpretar una amiga ocasional del personatge de John Travolta. A aquesta presentació li van seguir American Hot Wax (1978) i Stranger in Our House (1978).
En aquells dies i al llarg de la dècada de 1980, Drescher es va convertir en un rostre habitual de la pantalla gran; va fer diversos papers com a actriu secundària en pel·lícules dramàtiques i, sobretot, de comèdia. Les més notables van ser com a Sally en The Hollywood Knights (1978), com a Karen Blittstein en Doctor Detroit (1983), com la periodista Pamela Finklestein en UHF (1989) i com a Joy Munchack, l'amant de Joey O'Brien (Robin Williams) en Cadillac Man (1990).
En aquells anys va provar sort en la televisió, va realitzar diverses aparicions com a convidada en sèries i va treballar en el telefilm Rock 'n' Roll Mom (1988), al costat de George Clooney, també interpretant a Roxana (esposa de Brian Tanner) en un capítol de la telecomèdia: Alf (1989). Poc després, va formar part de la comèdia de situació de curta durada de CBS titulada Princesses (1991), que va coprotagonitzar al costat de Julie Hagerty, Tracy Dillon i Twiggy Lawson. Cal afegir que principalment va treballar en el gènere comèdia, tant al cinema com a la televisió.

### The Nanny
Drescher va aconseguir captar el reconeixement internacional en la reeixida comèdia de situació The Nanny, la qual va crear al costat del seu llavors espòs, Peter Marc Jacobson. El programa es va emetre originalment en la cadena CBS des de 1993 a 1999, durant sis temporades consecutives.
The Nanny es va fer molt popular en les seves primeres temporades en part gràcies a l'enginy humorístic de Drescher, la qual cosa la va convertir en una celebritat de fama internacional. Allà va interpretar el paper de Fran Fini, una dinàmica i humorística dona que de manera informal té cura de tres nens novaiorquesos de classe alta. En el paper, va aconseguir enamorar al pare dels nens, un productor de Broadway interpretat per l'actor britànic Charles Shaughnessy. Drescher va rebre crítiques principalment positives per la seva actuació. Va aconseguir ser nominada al premi Emmy a la «Millor actriu - Sèrie de comèdia» (1996-1997) i al premi Globus d'or a la «Millor actriu de sèrie de televisió - Comèdia o musical» (1996-1997).
Fora de la televisió, va obtenir el seu primer paper estel·lar en la comèdia Car 54, Where Are You?, al costat de David Johansen, John C. McGinley, Rosie O'Donnell i Nipsey Russell.

### Living with Fran
Després d'un període de relativa inactivitat, Drescher va tornar a la televisió el 2005 amb una nova comèdia del canal Warner Bros., Living with Fran. El seu paper va ser el de Fran Reeves, una dona de mitjana edat, mare de dos adolescents, que conviu amb el seu promès, un jove vint anys més jove que ella, interpretat per Ryan McPartlin.
La sèrie va rebre molt bones crítiques però baixa audiència, per la qual cosa es va retirar de la programació el 2006 en finalitzar la segona temporada. Igual que en la comèdia The Nanny, Drescher va fer de guionista, productora i directora en algunes ocasions.
Encara que la seva segona sèrie de comèdia no va ser un èxit, li va servir per reafirmar la seva presència als Estats Units i països de Llatinoamèrica, aprofundint en el seu potencial còmic mitjançant papers com a convidada en programes de televisió com What I Like About You o Thank God You're Here.
Després de la cancel·lació de Living with Fran, l'actriu va participar en el vuitè episodi de la sisena temporada de la sèrie dramàtica  Law & Order: Criminal Intent, on va fer el paper d'Elaine Dockerty.

### El seu programa d'entrevistes i altres aparicions

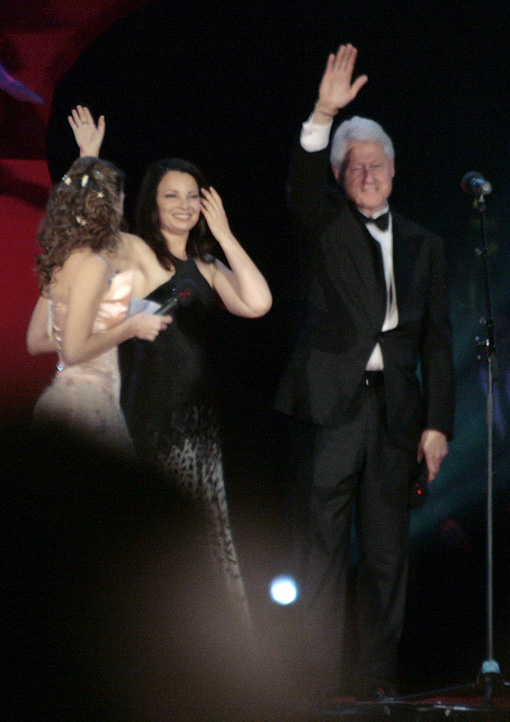
Elke Winkens, Bill Clinton i Fran Drescher en el Life Ball el 2009.

Drescher va fer el paper de Morgana, un fada de la mitologia cèltica, al programa de televisió britànic Live From Lincon Center el 2008, en l'episodi titulat «Camelot». Aquell mateix any, la també actriu Rosie O'Donnell va anunciar en el seu lloc web que ella i Drescher estaven en converses amb la cadena nord-americana National Broadcasting Company per realitzar una comèdia de situació juntes, que es diria The New 30. Pel que fa a l'argument de la sèrie, Drescher va assenyalar: «Es tracta d'una sèrie que mostra la vida de dues dones que viuen en un edifici de Manhattan, però són molt diferents. Són dones que travessen la crisi de la mitjana edat». Finalment, la cadena no va aprovar la filmació de l'episodi pilot del programa, malgrat que s'havia generat una gran expectativa en els mitjans de comunicació i el públic per veure ambdues comediantes en un mateix programa.
Al novembre de 2009, Drescher va aparèixer en el cicle televisiu d'entrevistes The Ellen DeGeneres Show, on va presentar la seva línia de cremes per a la cura de la pell. El mateix any va fer teatre en la producció off-Broadway de Love, Loss, and What I Wore.

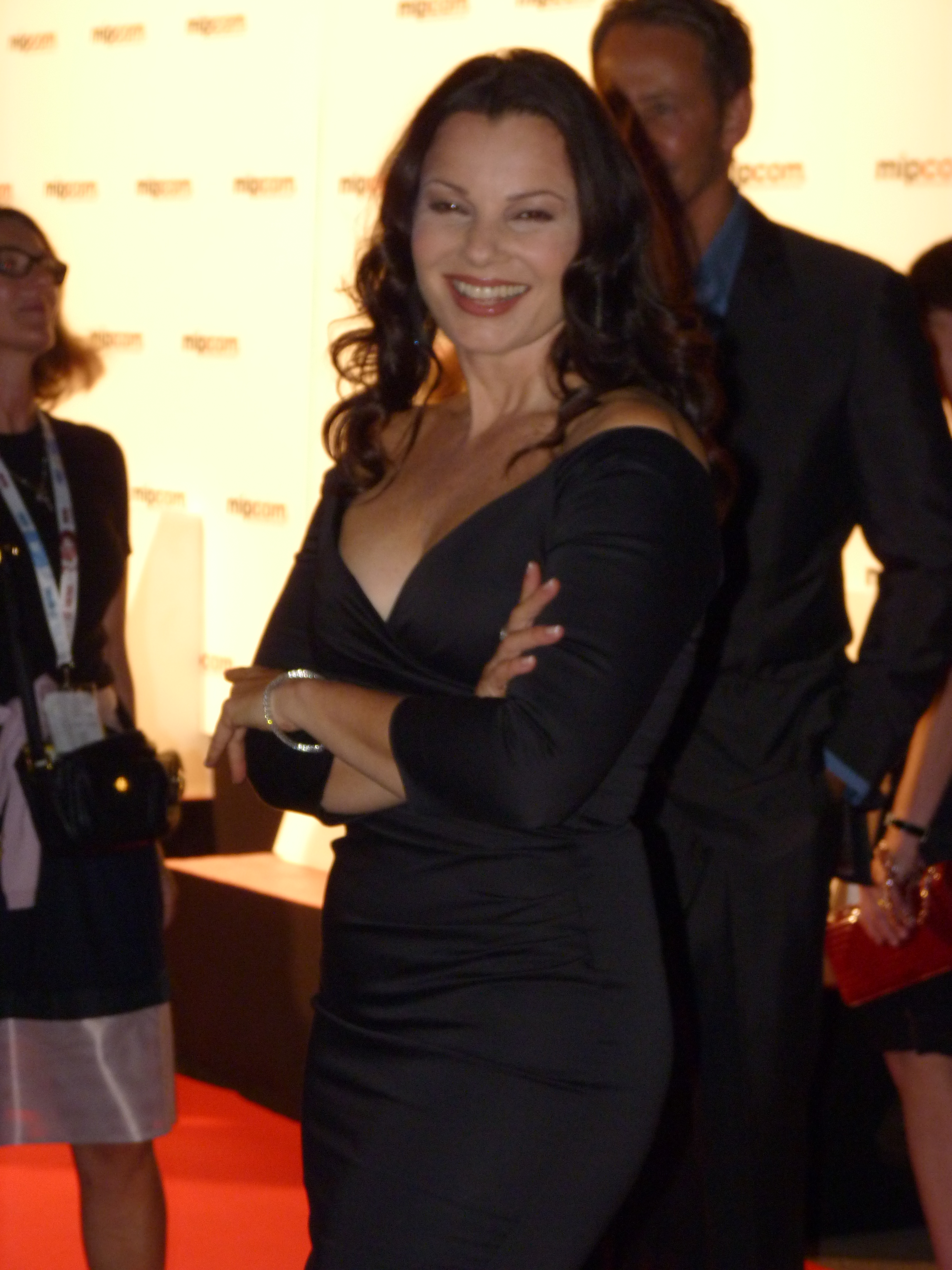
Fran Drescher assistint al MIPCOM de Canes el 2011.

El gener de 2010, Drescher va participar en la telemarató organitzada per l'actor George Clooney per ajudar a la reconstrucció de la ciutat de Port-au-Prince, Haití, després que aquesta patís un devastador terratrèmol. Al novembre del mateix any, l'actriu va presentar un nou programa de matins de format talk show, anomenat The Fran Drescher Show (també conegut com The Fran Drescher Tawk Show). Entre la multitud de programes que van sorgir el 2003 presentats per celebritats, el de Drescher va tenir baixa audiència i va rebre crítiques mixtes de moltes fonts. Va ser retirat de la programació el mateix mes del seu debut.

### Happily Divorced
A finals de 2010, Drescher va fer públics els preparatius del seu proper projecte televisiu, una comèdia de situació que la tindria com a protagonista, guionista i productora executiva. La sèrie va ser titulada Happily Divorced i va començar a emetre's en la cadena estatunidenca TV Land a partir de juny de 2011. Hi va representar el paper de Fran Lovett, una dona d'edat madura que es divorcia quan descobreix que el seu marit és gai. Va compartir crèdits amb Rita Moreno en el paper de la seva mare, John Michael Higgins i Tichina Arnold. La sèrie va tenir bona audiència i va rebre ressenyes positives de diverses fonts. Va finalitzar al febrer de 2013.

### Veu d'animació
Drescher va posar la seva peculiar veu a la sèrie d'animació Els Simpson en l'episodi «Treehouse of Horror XVII», pertanyent a la divuitena temporada del programa. La seva participació en aquest especial de Halloween li va proporcionar crítiques majoritàriament positives i li va permetre forjar una carrera com a actriu de veu, amb papers en les pel·lícules Shark Bait i Hotel Transsilvània.

## Altres projectes

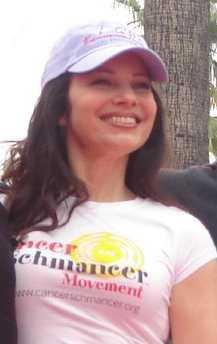
Fran el 2007.

Drescher ha format part de molts grups humanitaris i va donar diners a diferents fundacions al llarg dels anys. Després que se li va diagnosticar a l'actriu càncer d'úter, es va convertir en una de les principals figures públiques a brindar suport a les dones víctimes d'aquesta malaltia. El 2007 va crear la fundació Cancer Schmancer Movement, entitat la missió humanitària de la qual és ajudar a organitzacions que tracten malalts de càncer.
El 2008, Drescher va ser nomenada ambaixadora estatunidenca de bona voluntat. La secretària d'Estat adjunta per a Assumptes Educatius i Culturals, Goli Ameri, va anunciar formalment el nominació de l'actriu al setembre d'aquell any a Washington. Les raons de la seva elecció van ser exposades en un comunicat oficial que deia: «Drescher ha estat nominada als premis Globus d'Or i Emmy, va sobreviure al càncer i és fundadora de l'organització sense ànims de lucre Cancer Schmancer Movement. Donarà suport als esforços diplomàtics públics estatunidencs, incloent treballar amb organitzacions de salut i grups de dones per despertar la consciència sobre temes de salut femenina com la detecció del càncer i els drets dels pacients.»
A finals de 2008, Drescher va assistir a una recaptació de fons en benefici del candidat demòcrata Barack Obama, amb qui ella va treballar en l'elaboració de la Llei per a l'Educació i Prevenció del Càncer Ginecológic. L'esdeveniment va comptar amb la participació també d'altres actors, com Jamie Foxx i Lucy Liu. Els assistents van pagar 2.300 dòlars cadascun per acudir a la festa efectuada en una residència privada de Beverly Hills.
El 2009, va actuar al costat del polític Bill Clinton i la també actriu Elke Winkens en la gala benèfica Life Ball a Vienna, en activitats per promoure la consciència pública sobre la situació de les víctimes de la sida i a recaptar fons per a organitzacions que ajuden a persones amb aquesta malaltia.

## Vida personal

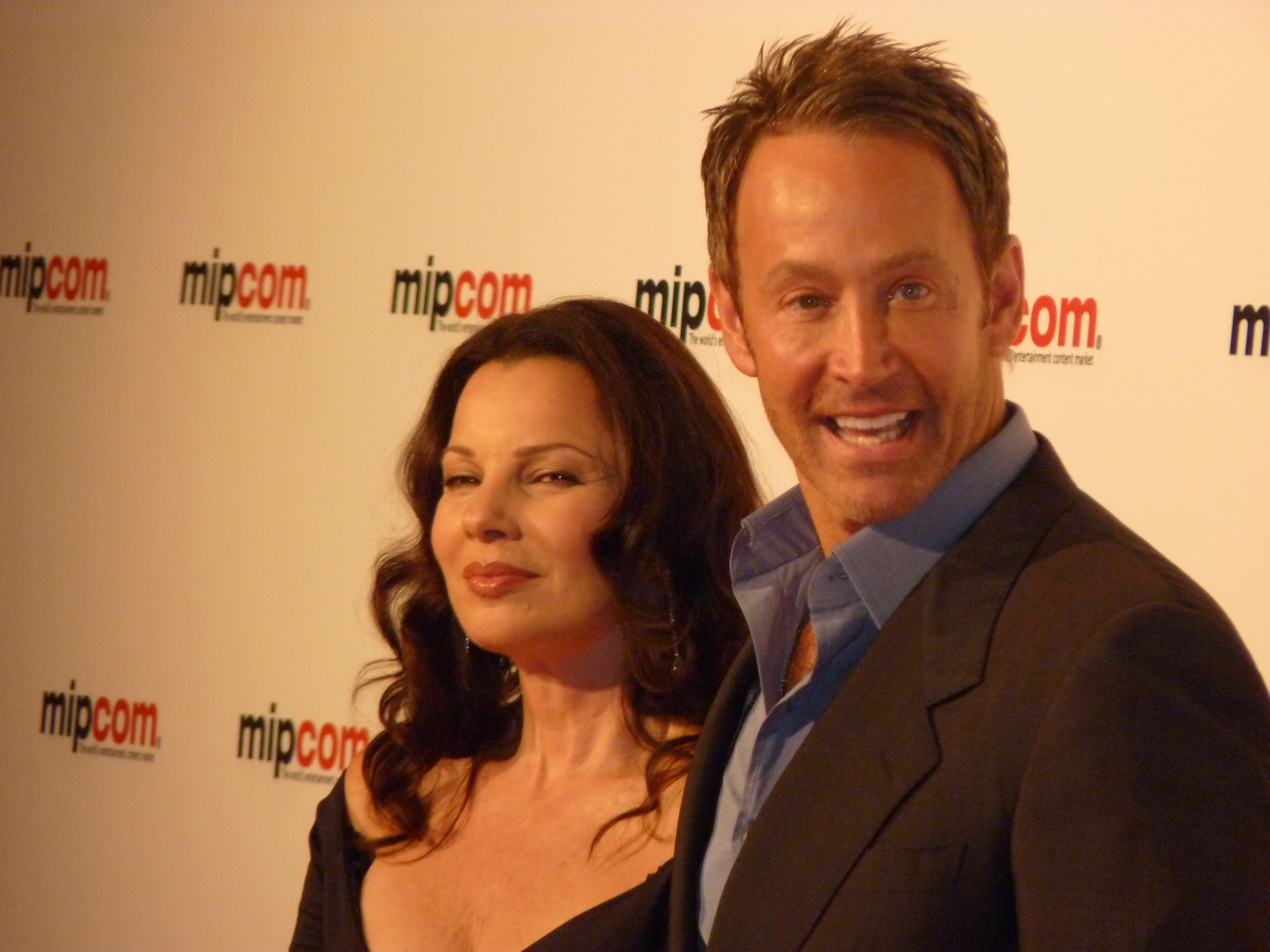
Drescher al costat del seu ex emmanillo Peter Marc Jacobson a Cannes, el 2011.

Drescher i Peter Marc Jacobson es van conèixer quan tots dos assistien a l'escola secundària Hillcrest High School a Nova York al començament dels anys 1970. Aviat, van iniciar una relació amorosa i el 1976 es van mudar a Los Angeles, Califòrnia, impulsats sobretot pels desitjos d'ella de convertir-se en actriu. Van contreure matrimoni el 1978 i van estar en parella fins a 1996, encara que van romandre legalment casats fins a 1999. La parella no va tenir fills. Cal afegir, que tant abans com després del seu divorci Jacobson va col·laborar produint, dirigint i escrivint els guions de tres sèries protagonitzades per Drescher: The Nanny, Living with Fran i Happily Divorced.
El 1996, Drescher va assegurar en la seva autobiografia Enter Whining que va sofrir un abús sexual el 1985 per part d'un dels dos lladres que van irrompre a l'apartament on vivia al costat del seu llavors marit a la ciutat de Los Angeles. Més tard, en una entrevista amb el periodista i presentador Larry King va dir que encara que es va tractar d'una experiència molt negativa, va trobar la manera de convertir-la en alguna cosa positiva. El juny de 2000, a Drescher se li va diagnosticar càncer d'úter, del que va aconseguir guarir-se aviat. En el seu segon llibre autobiogràfic Cancer Schmancer (2007), va citar: «La meva vida sencera ha estat sobre els canvis negatius a positius», amb relació a l'abús que va sofrir i al càncer que va aconseguir vèncer.
El 2010, Drescher va admetre en una entrevista que el motiu de la seva separació de Jacobson va ser perquè ell li va confessar ser homosexual. En l'actualitat, Drescher i Jacobson mantenen una relació amistosa i laboral; fins i tot, ella el va acompanyar el 2008 a una manifestació a favor del matrimoni entre homosexuals. En aquesta oportunitat, l'actriu va comentar davant la premsa: «Ara som més bons amics». De fet, la seva relació va servir com a argument de la comèdia Happily Divorced (2011-present).
El 8 de setembre de 2014, Dresher es va casar amb el científic estatunidenc d'origen hindú, Shiva Ayyadurai en una cerimònia privada. La parella es va separar el setembre de 2016.

## Filmografia

### Cinema
| Any  | Pel·lícula                                    | Paper                           | Notes                |
| ---- | --------------------------------------------- | ------------------------------- | -------------------- |
| 1977 | Febre del dissabte nit (Saturday Night Fever) | Connie                          |                      |
| 1978 | American Hot Wax                              | Sheryl                          |                      |
| 1980 | Gorp                                          | Evie                            |                      |
| 1980 | The Hollywood Knights                         | Sally                           |                      |
| 1981 | Ragtime                                       | Mameh                           |                      |
| 1983 | Doctor Detroit                                | Karen Blittstein                |                      |
| 1984 | The Rosebud Beach Hotel                       | Linda                           |                      |
| 1984 | This is Spinal Tap                            | Bobbi Flekman                   |                      |
| 1989 | The Big Picture                               | Polo Habel                      |                      |
| 1989 | UHF                                           | Pamela Finklestein              |                      |
| 1990 | Wedding Band                                  | Veronica                        |                      |
| 1990 | Cadillac Man                                  | Joy Munchack                    |                      |
| 1992 | We're Talking Serious Money                   | Valerie                         |                      |
| 1994 | Car 54, Where Are You?                        | Velma Velour                    |                      |
| 1996 | Jack                                          | Dolores Durante                 |                      |
| 1997 | The Beautician and the Beast                  | Joy Miller                      | Productora executiva |
| 2000 | Kid Quick                                     | Kerry                           | Cameo                |
| 2000 | Trossets picants (Picking Up the Pieces)      | Frida                           |                      |
| 2003 | Beautiful Girl                                | Amanda Wasserman                |                      |
| 2005 | Santa's Slay                                  | Virginia Mason                  |                      |
| 2007 | Shark Bait                                    | Perla                           | Veu                  |
| 2012 | Hotel Transsilvània (Hotel Transylvania)      | Eunice (Esposa de Frankenstein) | Veu                  |
| 2015 | Hotel Transylvania 2                          | Eunice (Esposa de Frankenstein) | Veu                  |

### Televisió
| Any       | Títol                                 | Paper                           | Notes                                                           |
| --------- | ------------------------------------- | ------------------------------- | --------------------------------------------------------------- |
| 1982      | Fama                                  | Episodi: «Metamorphosis»        |                                                                 |
| 1983      | 9 to 5                                | Tapioca                         | Episodi: «The Oldest Profession»                                |
| 1986      | Charmed Lives                         | Joyce Columbus                  |                                                                 |
| 1987      | Night Court                           | Miriam Brody                    | Episodi «Bull escriu un llibre»                                 |
| 1988      | Rock 'n' Roll Mom                     | Jody Levin                      |                                                                 |
| 1990      | ALF                                   | Roxana (Esposa de Brian Tanner) | Episodi: «El meu futur és tan brillant que uso ulleres fosques» |
| 1989      | What's Alan Watching?                 |                                 |                                                                 |
| 1989      | Love and Betrayal                     | Germaine                        |                                                                 |
| 1991      | Princesses                            | Melissa Kirshner                |                                                                 |
| 1993      | Without Warning: Terror in the Towers | Rosemarie Russo                 |                                                                 |
| 1993-1999 | The Nanny                             | Fran Fini                       |                                                                 |
| 2004      | Strong Medicine                       | Irene Slater                    | Episodi: «Cinderella in Scrubs»                                 |
| 2005-2006 | Living with Fran                      | Fran Reeves                     |                                                                 |
| 2006      | Els Simpson (The Simpsons)            | Female Golem                    | Episodi: «Treehouse of Horror XVII»                             |
| 2006      | Law & Order: Criminal Intent          | Elaine Dockerty                 | Episodi:"The War at Home»                                       |
| 2008      | Live from Lincoln Center              | Morgan Le Fay                   | Episodi: «Camelot»                                              |
| 2008      | Entourage                             | Srta. Levine                    | Episodi: «The All Out Fall Out»                                 |
| 2011-2012 | Happily Divorced                      | Fran                            |                                                                 |

## Premis i nominacions
| Any                 | Premi            | Categoria                                                             | Sèrie/pel·lícula             | Resultat   |
| ------------------- | ---------------- | --------------------------------------------------------------------- | ---------------------------- | ---------- |
| 1996                | American Comedy  | Actuació femenina més divertida en una sèrie de televisió             | The Nanny                    | Nominada   |
| 1996                | Primetime Emmy   | Primetime Emmy a la millor actriu en sèrie còmica                     | The Nanny                    | Nominada   |
| 1996                | Globus d'Or      | Globus d'Or a la millor actriu en sèrie de televisió musical o còmica | The Nanny                    | Nominada   |
| 1997                | Primetime Emmy   | Millor actriu - Sèrie de comèdia                                      | The Nanny                    | Nominada   |
| 1997                | Globus d'Or      | Millor actriu de sèrie de televisió - Comèdia o musical               | The Nanny                    | Nominada   |
| 1997                | Satellite        | Millor actriu de sèrie de televisió - Comèdia                         | The Nanny                    | Nominada   |
| 1998                | Golden Raspberry | Pitjor actriu                                                         | The Beautician and the Beast | Nominada   |
| 2008                | TV Land          | Mainadera favorita                                                    | The Nanny                    | Guanyadora |
| ((Font: IMDb.com):) |                  |                                                                       |                              |            |